# Камел Масуд
Камел Масуд (рођен 2. августа 1914) био је египатски фудбалски нападач који је играо као нападач за Египат на Светском првенству у фудбалу 1934. На клупском нивоу је играо за Ал Ахли.